# 베닝턴 전투
베닝턴 전투(Battle of Bennington)는 미국 독립 전쟁 중 새러토가 방면 전략의 일부로 1777년 8월 16일에 버몬트 베닝턴에서 16 km 떨어진 뉴욕의 월룸색에서 일어난 전투이다. 버몬트 베닝턴 가까운 곳에서 전투가 벌어졌기 때문에, ‘베닝턴 전투’라고 부르고 있지만, 실제 전장은 경계를 넘어 몇 마일 뉴욕 식민지에 들어간 ‘월룸색’이었다. 2,000명의 병력을 가진 반란군은 뉴햄프셔와 버몬트 페트리어트 민병대의 존 스타크 장군과 세스 워너 대령이 이끌고 있었고, 그린 마운틴 보이즈 회원들로 구성되어 있었다. 이들은 존 버고인 장군이 프리드리히 바움 중령에게 맡긴 독일 용병 부대와 캐나다 병력, 왕당파 병력 및 인디언 연합군 1,250여명을 물리쳤다.

## 배경
1777년 여름, 영국군 존 버고인 장군은 캐나다에서 허드슨강 계곡에 침공, 새러토가 방면 작전을 진행하고 있었다. 허바드톤이나 타이컨더로가 요새에서 영국군의 승리에 이어 버고인은 가까운 대륙군을 몰아내고, 남쪽의 올버니를 손에 넣으면 허드슨강 협곡을 제치고 13개 식민지 세력을 둘로 나눌 수 있다고 보고 했다.

## 같이 보기
- 미국 독립 전쟁의 전투 목록